# مانخابالاگو
مانخابالاگو دهستانی در استان آبیلای اسپانیا است.
در این دهستان ۶۲ نفر زندگی می‌کنند. مساحت این دهستان ۱۷٫۱۱ کیلومتر مربع است.